# Seat Ronda
 (juillet 2023).
Si vous disposez d'ouvrages ou d'articles de référence ou si vous connaissez des sites web de qualité traitant du thème abordé ici, merci de compléter l'article en donnant les références utiles à sa vérifiabilité et en les liant à la section « Notes et références ».
La Seat Ronda, nommée Seat Ritmo jusqu'en 1982, est une automobile du segment C produite par le constructeur espagnol Seat de 1979 à 1986. Il s'agit de la version espagnole de la Fiat Ritmo produite sous licence, rebaptisée Ronda à la suite de la rupture des accords technologiques et financiers qui liaient Fiat SpA et l'État espagnol pour la direction de SEAT.
En conséquence, même si elle se présente sous une apparence très légèrement différente, la Seat Ronda maintient sa conception d'origine et tous ses composants comme les moteurs Fiat toujours fabriqués sous licence, et notamment l'ancien 1 438 cm3 de 75 ch provenant de l'antique Seat 1430 de 1970 et le récent 1 995 cm3 de la Seat 132.
Plus tard, le modèle d'entrée de gamme bénéficiera d'un petit moteur 1,2 litre qu'elle partagera avec les modèles Malaga et Ibiza. Le moteur diesel restera le Fiat de 1 714 cm3 qui équipait la première génération de Ritmo.

## Historique

### Ritmo
La SEAT Ritmo, comme tous les modèles SEAT précédents, a repris le design de la Fiat Ritmo italienne, lancée l'année précédente, et ne s'en différenciait extérieurement que par les logos. Contrairement à Fiat, la SEAT Ritmo ne sera produite qu'avec une carrosserie à 5 portes, tandis que la Fiat offrait les deux possibilités, que ce soit pour les berlines ou pour les versions sportives et cabriolet dessiné par Bertone. 
La Seat Ritmo ne partageait pas les mécaniques modernes Fiat. Elle conservait les anciens moteurs Fiat apparus sur les Fiat 124 et Seat 124, créés par Aurelio Lampredi dans les années 1960. Même la boîte de vitesses était celle à quatre rapports des 124, il faudra attendre 1981 pour voir arriver une boite à cinq rapports, la direction espagnole du constructeur, très endetté, n'ayant pas voulu investir dans des éléments mécaniques modernes.
La ligne de la carrosserie de la Ritmo, très innovante pour l'époque, est due au crayon de Bertone. Elle est marquée par les angles, mais sans excès. L'habillage intérieur, de style très moderne est en totale rupture avec les modèles Fiat traditionnels, est confortable et fonctionnel à défaut d'afficher un niveau qualitatif de haut de gamme.

### Ronda1resérie(1982-1984)
La plate-forme de la Seat Ronda est commune à tous les modèles du "Progetto 138" de Fiat Auto. L'utilisation de cette plate-forme induit certaines caractéristiques de base de la Ronda, comme la suspension de type MacPherson à l'avant et une suspension arrière à roues indépendantes avec une traverse inférieure, schéma typique des voitures Fiat de cette catégorie depuis l'époque des Fiat 500, 600, 128 et 127, où la roue de secours est située dans le compartiment moteur.
Le design de la carrosserie de la Ronda est l'œuvre de Tom Tjaarda, alors salarié de la société Carrozzeria Fissore. Le résultat est une voiture relativement homogène, un restylage quasi naturel de la SEAT Ritmo pour le marché intérieur espagnol, où le véhicule a été essentiellement vendu en 167 911 exemplaires au total. C'est avec ce modèle que SEAT a commencé à se construire une image indépendante du géant Fiat.
Cette voiture a permis à SEAT de faire une première tentative commerciale indépendante sur les marchés étrangers pour faire connaître la marque et concurrencer l'original italien, la Fiat Ritmo. La SEAT Ronda devait différer de manière significative dans les éléments de carrosserie extérieurs comme mentionné dans l'accord de coopération conclu avec Fiat.
Lors de son lancement, SEAT n'avait pas d'autre choix que de garder la seule motorisation dont il disposait dans cette cylindrée, les anciens moteurs Fiat, lancés en 1966 avec la SEAT 124, les 4 cylindres en ligne Fiat de 1 197 et 1 438 cm3 à culbuteurs, et les plus récents moteurs Fiat à double arbre à cames en tête de 1 592 et 1 995 cm3, ainsi que le moteur diesel Fiat de 1 714 cm3, inauguré avec la SEAT Ritmo. Tous ces moteurs ont été créés par l'ingénieur Aurelio Lampredi, fameux motoriste du groupe Fiat.
Les modifications apportées à la carrosserie ne concernaient que le capot moteur, les ailes avant et les poignées de portes car les phares avant n'étaient plus ronds mais rectangulaires. Il faut ajouter d'autres modifications cosmétiques comme les "éléments de finition intérieure et extérieure» annoncés dans l'accord avec Fiat : phares et feux arrière avec un design pas aussi innovant que ceux de l'original Fiat.
Les jantes de la variante CLX sont toujours italiennes, les mêmes jantes de 5,5 x 14" de la Lancia Beta qui équipaient aussi les Fiat Ritmo Super et 105 TC, et que SEAT montait sur ses Ritmo CLX 82 et Crono. Sur les modèles de bas de gamme comme les versions L et CL, la jante a un design identique mais ses dimensions sont 5 x 13". Les SEAT Ronda Crono (en série) et CLX (en option) étaient équipées de jantes en alliage italiennes Cromodora, les mêmes que l'on retrouvait sur les Fiat Ritmo 105 TC italiennes.

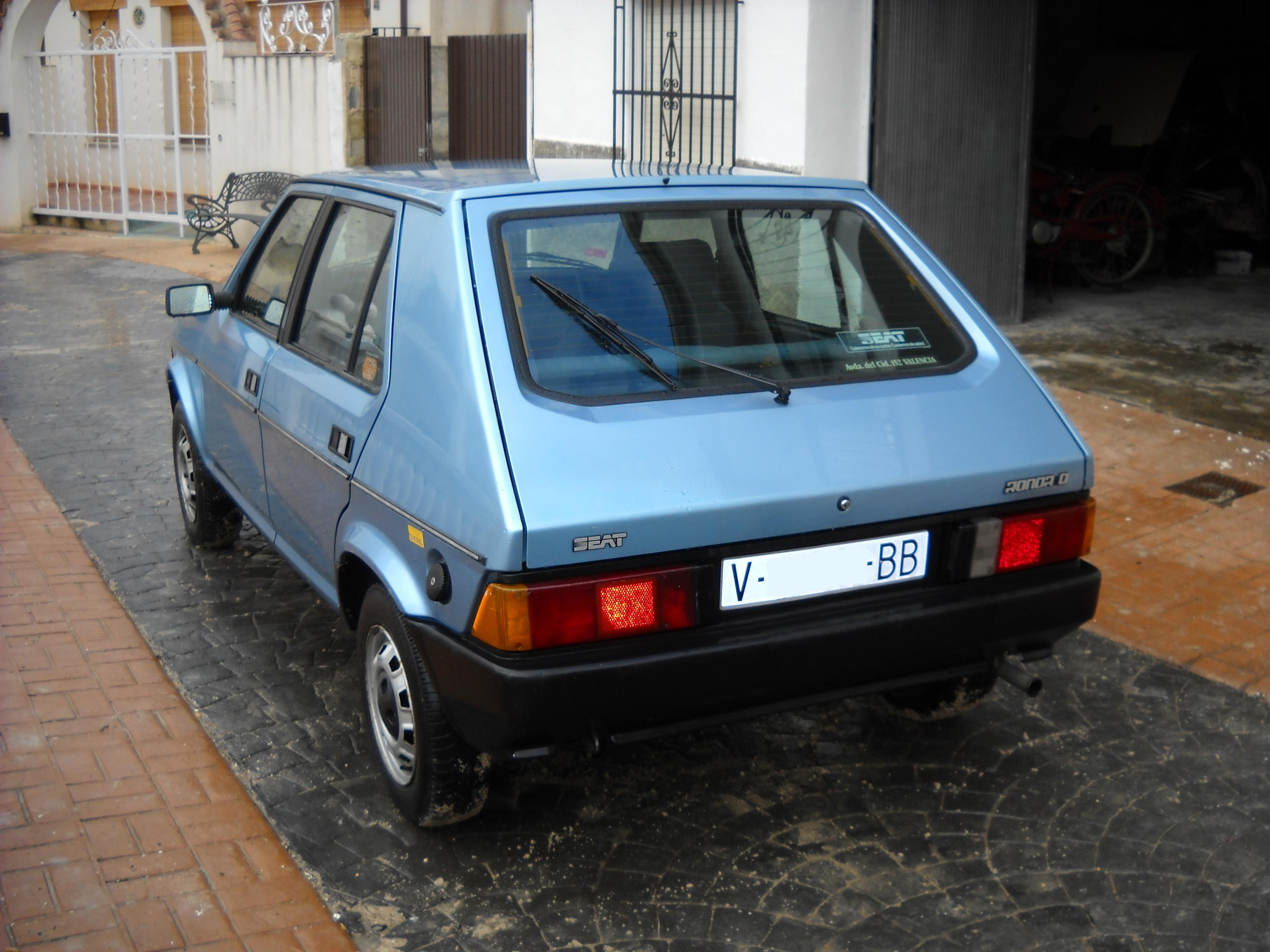
SEAT Ronda Diesel - vue arrière

Les différents niveaux de finition pour le marché espagnol étaient L, CL, CLX et Crono, les deux dernières versions offrant des finitions intérieures identiques aux précédentes Fiat Ritmo Super italiennes, comprenant un équipement généreux : tableau de bord spécifique, économètre vacuomètre "econotronic", volant réglable en hauteur, vitres et serrures de porte électriques. Ces voitures étaient toutes équipées de pneus Pirelli P8 à faible résistance au roulement. Pour l'exportation, les modèles étaient identifiés L, GL, GLX et SX, tous les habillages intérieurs étaient spécifiques, sans ressemblance avec l'original italien.

### Ronda2esérie (1984-1987)
À partir de 1984, SEAT déjà très dépendant de Volkswagen, remplaça les moteurs essence d'origine Fiat par des moteurs type sygma portant partout la mention "System Porsche" sur la carrosserie, avec des cylindrées de 1 200 cm3 - 63 ch et 1 500 cm3 - 85 ch, issus des deux modèles dérivés, Malaga et Ibiza. De plus, cette seconde série reprend intégralement l'habillage intérieur et la gamme se compose désormais des seules versions L, GL et GLX (SX à l'exportation) en combinaison avec les moteurs essence de 1,2, 1,5 et le diesel Fiat de 1,7 litre.
De plus, la gamme pour le marché intérieur qui avait conservé l'intérieur luxueux Fiat et celle pour l'exportation furent standardisées avec un habitacle traité à la germanique, et incluant le fameux «P» sur le montant arrière, pour rappeler la mécanique revisitée par Porsche. La nouvelle Ronda adopta par contre un hayon qui comprenait une nouvelle lunette arrière identique à celle de la seconde série de la Fiat Ritmo italienne présentée en 1982.

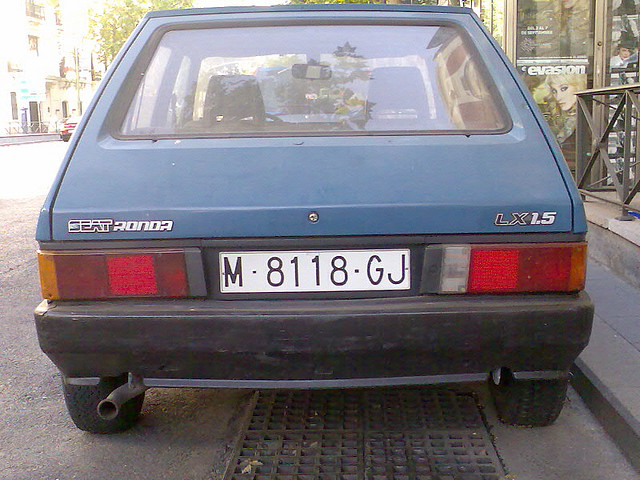
Vue arrière Ronda 2ème série avec nouveaux logos

Pour mieux se différencier des modèles Ritmo de l'ère Fiat, SEAT change les appellations en faisant figurer sur le hayon non plus le logo de la marque mais l'ensemble SEAT Ronda à gauche et à droite uniquement la finition et la cylindrée au lieu, comme à l'époque Fiat, du nom Ritmo suivi de la puissance du moteur (exemple : Ronda 65, Ronda 100, etc.)

## Les différentes versions

### Ritmo 65 - Ritmo 75
Dès son lancement, la SEAT Ritmo est commercialisée avec 3 niveaux de finition : base, L et CL plus luxueux, avec deux motorisations essence de 1197 et 1 438 cm3. Ces moteurs Fiat sont à arbre à cames latéral et sont ceux qui équipaient la SEAT 124, développant 64 et 77 ch DIN. La version Ritmo 65 est disponible dans les deux niveaux de finition L et CL, la Ritmo 75 n'est disponible qu'en finition CL.
Quelques mois plus tard, SEAT présente, comme Fiat l'avait fait au Salon de Turin, la version Ritmo 75 CLX - MY 1981, qui se distingue par l'adoption, enfin, d'une boîte à 5 vitesses et des nouveaux pneumatiques "Star Design" 165/70 SR 13 Pirelli P3, des rétroviseurs extérieurs plus efficaces et des sièges plus confortables. Cette version ne sera vendue qu'avec des peintures brun et aluminium métallisé, avec des pare-chocs de la couleur de la carrosserie.
En toute fin d'année 1981, SEAT lance la version CLX avec le MY 1982, dont les finitions reprenaient celles de la version italienne de la Fiat Ritmo Super. La CLX comprenait un nouveau tableau de bord, des jantes 5,5x14" chaussées de pneus radiaux à faible résistance au roulement Pirelli P8, 165/65R14T, disques de freins surdimensionnés et barre stabilisatrice à l'avant.
La version diesel Ritmo D est apparue en 1980, quasiment en même temps que son homolgue italienne. Elle sera disponible uniquement en finition CL. Le moteur diesel Fiat de 1 714 cm3 développait 55 ch DIN. Ce sera le premier moteur diesel compact rapide fabriqué en Espagne.
La version sportive "Ritmo Crono" a été lancée un peu plus tard, équipée du moteur Fiat à 2 arbres à cames en tête, de 1 592 cm3 et 95 ch DIN, déjà monté sur les SEAT 132, Seat 1430 Especial et 131. La finition est équivalente à celle de la version CLX 82. Cette version sera également équipée d'origine de pneumatiques hautes performances Pirelli P8 165/65 TR14.

## Motorisations
| Modèle         | Cylindrée (cm3) | Carburant | Puissance (ch DIN) | Couple (N m) |
| -------------- | --------------- | --------- | ------------------ | ------------ |
| 65 L, CL       | 1197            | Essence   | 64                 | 92           |
| 75 CL, CLX ´81 | 1438            | Essence   | 77                 | 115          |
| 75 CLX ´82     | 1438            | Essence   | 75                 | 115          |
| Diesel CL      | 1714            | Diesel    | 55                 | 98           |
| 100 Crono      | 1592            | Essence   | 95                 | 125          |

| Version        | Période   | Cylindrée (cm3) | Carburant | Puissance (ch) | Couple (N m) |
| -------------- | --------- | --------------- | --------- | -------------- | ------------ |
| 1.2 Fiat       | 1981-1984 | 1 197           | Essence   | 64             | 92           |
| 1.2 S.Porsche  | 1984-1987 | 1 193           | Essence   | 63             | 88           |
| 1.4 Fiat       | 1981-1984 | 1 438           | Essence   | 75             | 115          |
| 1.5 S. Porsche | 1984-1987 | 1 461           | Essence   | 85             | 116          |
| 1.6 Fiat       | 1981-1984 | 1 592           | Essence   | 95             | 125          |
| 2.0 Fiat       | 1981-1987 | 1 995           | Essence   | 118            | 175          |
| 1.7D Fiat      | 1981-1987 | 1 714           | Diesel    | 56             | 98           |

### La Ronda à l'exportation
La SEAT Ronda sera commercialisée dans un certain nombre de pays étrangers, à commencer par le Benelux et Israël et, plus tard en France, en Allemagne et en Italie, à travers un nouveau réseau de concessionnaires, ce qui a conduit Fiat à demander l'interdiction de la vente de la Ronda dans ces pays, tout en continuant le procès contre SEAT auprès du Tribunal International de Commerce. Bien que les ventes de la Ronda ne fussent jamais très importantes par rapport à celles de la Ritmo, le préjudice pour Fiat était essentiellement interne car se voyait empêché de fait de lancer le restylage de sa propre Ritmo car le dessin était celui de la Ronda que SEAT avait pu récupérer. C'est pour cette raison que la Ritmo de Fiat n'a jamais été équipée d'une vraie calandre, comme sur toutes les autres voitures, comme l'a soutenu devant le Tribunal, Giorgetto Giugiaro.
Les modifications apportées à la Fiat Ritmo avec la seconde série, ont été beaucoup plus profondes mais pas vraiment perceptibles à l'œil nu. Fiat a complètement retravaillé et renforcé le châssis, changé les points d'ancrage des suspensions avant et en renforçant la partie avant et la cloison séparative sous le pare-brise pour éviter d'avoir à ajouter une traverse dans le tableau de bord comme sur les premières versions sportives. L'habitacle a été entièrement revu avec une sellerie inspirée de la Lancia Delta, ce qui placera la Ritmo sur un créneau supérieur.
Par ailleurs, le japonais Honda conclut un accord amiable avec SEAT pour que le constructeur espagnol n'utilise pas la similitude de prononciation Ronda et Honda dans certaines langues comme l'allemand. La SEAT Ronda qui devait y être importée à partir de 1986 ne pourraient pas dépasser 60 000 exemplaires par an faute de quoi SEAT aurait dû changer le nom. Les ventes n'ont jamais atteint 10 000 exemplaires sur le marché allemand.

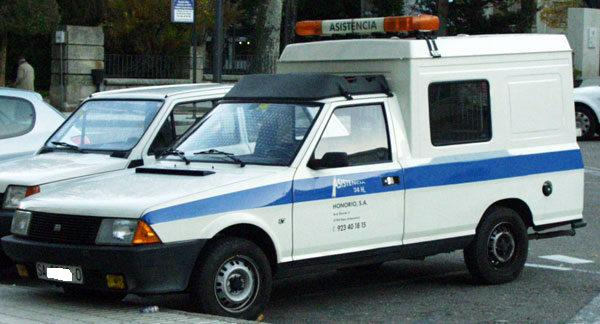
Fourgonnette Emelba Poker

### Les dérivés Ronda
Le carrossier catalan Emelba S.A., qui avait depuis l'origine travaillé sur des bases Fiat-Seat a créé une version fourgonnette commerciale de la Ronda, baptisée Poker avec un dérivé pick-up. Emelba S.A. a également présenté un projet de mini-fourgonnette monovolume qui n'a jamais vu le jour.
Le carrossier de Galice IMESA, a produit un dérivé analogue de la Ronda, mais en fibre de verre.

## La rupture avec FIAT SpA
SEAT est une société qui a été créée sur le modèle d'une entreprise «nationale» par la volonté du général Franco, avec un objectif politique de motoriser le pays. À sa création, l'État espagnol s'est réservé le contrôle et la majorité des actions, 93 %, et Fiat a été un «partenaire technologique» qui vendait ses modèles de voitures et sa technologie avancée pour les fabriquer et les commercialiser.
Avec l'avènement de la démocratie, l'économie espagnole s'ouvre à la concurrence, accélère son développement et vise l'intégration dans la Communauté économique européenne.
En 1980, l'INI (Instituto Nacional de Industria), héritier des anciennes sociétés "nationales" a décidé de céder la plupart de ses participations et Seat est logiquement proposée à Fiat qui a fortement contribué à sa création et à son succès depuis 30 ans. Fiat a d'ailleurs manifesté un intérêt certain pour l'acquisition de Seat et a signé un contrat préliminaire. Mais quand les Italiens ont découvert avec horreur la situation économique réelle de l'entreprise endettée à hauteur de 20 milliards de pesetas, Gianni Agnelli, le patron du groupe Fiat SpA voulut impliquer l'État espagnol dans la recapitalisation préalable de la société. Devant le refus des autorités espagnoles de l'époque, Fiat se désengagea et offrit sa participation déjà acquise, 51 % du capital de Seat, à l'INI pour le prix symbolique de 1 peseta par action.

## Le second accord de coopération FIAT - SEAT
SEAT qui devait devenir le premier partenaire technologique du groupe italien est forcé, si aucun accord avec Fiat ne peut aboutir, de trouver une solution pour survivre. Un accord de coopération léger est signé entre les deux sociétés le 29 mai 1981. Par cet accord, Seat est autorisé à poursuivre la production sous licence des modèles en cours s'il procède à un restylage des modèles Panda, 127 et Ritmo, mais pas uniquement limité aux éléments visibles intérieurs et extérieurs, mais également des éléments "significatifs".
Cette nuance est importante car elle accorde implicitement à Seat la possibilité de vendre ses produits restylés aussi en dehors de l'Espagne dans un réseau commercial indépendant. De plus Seat obtient la garantie du maintien du quota de voitures Seat commercialisées sous le nom Fiat Panda dans le réseau Fiat.